# Xiaomi HyperOS
Xiaomi HyperOS, або просто HyperOS — операційна система компанії Xiaomi, що була випущена 26 жовтня 2023 року.
Була презентована разом з новим флагманом Xiaomi 14. Хоча компанія заявляє про розробку нової ОС для мобільних телефонів, планшетів, смарт-телевізорів, смарт-годинників тощо, але фактично операційна система базується на Android.
Нова система є наступником MIUI.

## Характеристики
ОС може запускатися (в різних конфігураціях) в оперативній пам'яті від 64KB до 24GB. Причому версія для смартфонів займає всього лише 8,75 ГБ. Це при тому, що MIUI 14 на Xiaomi 13 — 13 ГБ.
Система розроблялася із 2017 року. Підтримує 200 процесорів, більше 20 видів файлових систем і більше 200 категорій пристроїв.
В китайській версії HyperOS підтримується взаємозв'язок (HyperConnect) між всіма пристроями Xiaomi: смартфони, годинники, планшети, ноутбуки і телевізори.
Система HyperMind на базі штучного інтелекту аналізує поведінку користувача, наприклад, вмикати смарт-колонку вдома після повернення додому. Багато функцій скопійовано із ОС Apple.

## Інтерфейс
Інтерфейс Xiaomi HyperOS є подібним до останніх версій MIUI.
Зверху знаходиться панель стану, на якій розміщені годинник, іконки сповіщень, стан мобільної мережі, індикатор заряду акумулятора, тощо. Провівши пальцем вниз по лівій частині панелі стану відкриється панель сповіщень, а якщо по правій — центр керування на манер iOS. Крім цього в налаштуваннях присутній вибір між новим та стандартним для Android стилем центру керування, але на деяких моделях може бути присутній тільки один з двох стилів.
Навігація в HyperOS відбувається, на вибір користувача, за допомогою стандартних для Android кнопок навігації, на які можна налаштувати додаткові дії, та жестів.

### Робочий стіл
У центрі знаходиться головний екран, на якому розміщенні основні елементи HyperOS, наприклад: папки, розмір яких можна змінювати, віджети і застосунки. В темі «Класика» іконки програм виконані у єдиному квадратному стилі. В нижній частині робочого столу розміщена док-панель, на якій можна закріпити до 5 програм. На китайській версії в док-панелі можна розмістити рядок пошуку.
Якщо провести зліва направо від першої сторінки робочого столу то відбувається перехід до так званої «-1 сторінки», яка залежно від моделі, прошивки та вибору користувача може бути Google Discover або стрічкою віджетів. У верхній частини стрічки віджетів присутній список програм та інструментів, де спочатку відображаються закріплені користувачем та рекомендовані, а нижче розміщені віджети, які користувач може додавати/видаляти і певні з них редагувати.
Робочий стіл має два режими: звичайний, подібний робочого столу з iOS, на якому всі програми розміщені на робочому столі, та з меню програм, як на «чистому» Android, в якому всі програми приховані в меню програм, яке відкривається проведенням пальцем знизу вгору по робочому столу, а на робочому столі знаходяться розміщені користувачем програми. Крім цього, в меню програм присутній пошук і застосунки поділені на категорії, які можна редагувати або додавати свої, та по кольорам іконок.
Також в налаштуваннях робочого столу можна змінювати розмір і сітку іконок, вигляд меню Нещодавніх, тощо.

## Пристрої, які отримали оновлення на HyperOS
Станом на  грудень 2023 року компанія пообіцяла оновити більшість своїх смартфонів, що були випущені за останні 2 роки:
- Xiaomi 13 всіх модифікацій;
- Xiaomi 12/12S всіх модифікацій;
- Mi 11/Pro/Ultra/11i/Xiaomi 11 Lite 5G NE
- Mi 11X всіх модифікацій;
- Xiaomi 11i всіх модифікацій;
- Mi 10/Pro/Ultra/10S;
- Xiaomi 13Т всіх модифікацій;
- Xiaomi 12T всіх модифікацій;
- Xiaomi 11T всіх модифікацій;
- Mi MIX Fold; Xiaomi MIX Fold 2; Xiaomi MIX Fold 3;
- Xiaomi MIX 4;
- Xiaomi Civi/1S; Xiaomi Civi 2; Xiaomi Civi 3.

- POCO F5; POCO F4; POCO F3 всіх модифікацій;
- POCO X6;
- POCO X5; POCO X4 всіх модифікацій;
- POCO M6 5G/Pro/Pro 5G
- POCO M5;
- POCO M4 всіх модифікацій;
- POCO C65, POCO C55;

- Redmi K60; Redmi K50; Redmi K40 всіх модифікацій;
- Redmi Note 13; Redmi 13C всіх модифікацій;
- Redmi Note 12; Redmi 12 всіх модифікацій;
- Redmi Note 11/5G/11T/11S/11S 5G/Pro/Pro 5G/Pro+/11E/11E Pro
- Redmi Note 11T Pro всіх модифікацій;
- Redmi 11 Prime всіх модифікацій;
- Redmi 10 5G;
- Xiaomi Pad 5 всіх модифікацій;

- Xiaomi Pad 6/Pro/Max 14;
- Redmi Pad/SE;
- Xiaomi TV S Pro 65”/75”/85”;
- Xiaomi Sound Speaker;
- Xiaomi Smart Camera 3 Pro PTZ.[5]

Оновлення ці моделі отримають з 4 кварталу 2023 року по третій квартал 2024 року.
Автомобілі компанії теж будуть працюють із цією ОС.